# Lek (fortplantningsbeteende)
Lek eller spel är ett specifikt system som en djurart uppvisar där hanar och honor träffas för att kampa eller på annat sätt "spela" om vilka som ska få para sig. Flera fågelarter, exempelvis orre och dubbelbeckasin, uppvisar sådant spelbeteende vilka ofta utförs på en specifik plats som också kallas lek och som används generation efter generation. Hos fiskar och groddjur omfattar begreppet hela fortplantningsakten, även för däggdjur levande i vatten såsom valar och sälar.

## Lek hos fiskar
Leken hos fiskar inleds hos vissa arter med långa vandringar till yngelplatserna. Detta gäller framförallt asp, vimma, id, ål, lax, havsöring, färna, nejonögon, sik, harr, öring, röding och elritsa. Men även arter som gädda, abborre, nors och mört företar lekvandringar. På den rätta platsen sker sedan själva fortplantningen då ägg läggs och befruktas, för att i de flesta fall sedan överges. Byggande av dammar skapar vandringshinder som stoppar lekvandringarna med negativa konsekvenser för populationerna.
En del arter bygger reden eller bon (storspigg, ciklider, gurami och många malartade fiskar), antingen tillsammans eller endera könet. I redet sker sedan leken, för att hos en del arter följas av ägg- och yngelvård. Beroende på art är det hanen, honan, eller båda föräldradjuren som tar hand om yngelvården. Det finns arter som lever i storfamiljsgrupper, där flera generationer gemensamt föder upp ungarna. Detta beteende är särskilt vanligt bland ciklider från Tanganyikasjön.
Vissa fiskar – så kallade munruvare – ruvar äggen i munnen till dess att de kläcks. Detta beteende kan exempelvis observeras hos vissa arter av kampfisk, arapaima, och ciklider från Malawisjön. Beroende på art varierar det huruvida det är honan eller hanen som står för munruvningen, och hos ett antal arter fortsätter också "ruvningen" av ynglen i flera veckor, efter det att rommen kläcks. Ynglen födosöker då på egen hand i öppet vatten, men söker skydd i förälderns mun då fara hotar, och till natten.